# Taillebourg (Charente Marítim)
Taillebourg és un municipi francès situat al departament del Charente Marítim i a la regió de la Nova Aquitània. L'any 2007 tenia 741 habitants.

## Demografia

### Població
El 2007 la població de fet de Taillebourg era de 741 persones. Hi havia 310 famílies de les quals 94 eren unipersonals (38 homes vivint sols i 56 dones vivint soles), 110 parelles sense fills, 93 parelles amb fills i 13 famílies monoparentals amb fills.
La població ha evolucionat segons el següent gràfic:
Habitants censats

### Habitatges
El 2007 hi havia 410 habitatges, 310 eren l'habitatge principal de la família, 64 eren segones residències i 36 estaven desocupats. 400 eren cases i 9 eren apartaments. Dels 310 habitatges principals, 244 estaven ocupats pels seus propietaris, 59 estaven llogats i ocupats pels llogaters i 6 estaven cedits a títol gratuït; 2 tenien una cambra, 22 en tenien dues, 52 en tenien tres, 87 en tenien quatre i 146 en tenien cinc o més. 224 habitatges disposaven pel capbaix d'una plaça de pàrquing. A 145 habitatges hi havia un automòbil i a 133 n'hi havia dos o més.

### Piràmide de població
La piràmide de població per edats i sexe el 2009 era:
| Homes | Edats   | Dones |
| ----- | ------- | ----- |
| 0     | 95 o +  | 0     |
| 4     | 90 a 94 | 0     |
| 12    | 85 a 89 | 8     |
| 16    | 80 a 84 | 8     |
| 12    | 75 a 79 | 24    |
| 4     | 70 a 74 | 4     |
| 4     | 65 a 69 | 16    |
| 32    | 60 a 64 | 16    |
| 12    | 55 a 59 | 24    |
| 20    | 50 a 54 | 16    |
| 32    | 45 a 49 | 12    |
| 16    | 40 a 44 | 28    |
| 24    | 35 a 39 | 24    |
| 20    | 30 a 34 | 4     |
| 12    | 25 a 29 | 20    |
| 16    | 20 a 24 | 8     |
| 16    | 15 a 19 | 8     |
| 12    | 10 a 14 | 12    |
| 32    | 5 a 9   | 16    |
| 20    | 0 a 4   | 0     |

## Economia
El 2007 la població en edat de treballar era de 474 persones, 323 eren actives i 151 eren inactives. De les 323 persones actives 286 estaven ocupades (151 homes i 135 dones) i 37 estaven aturades (20 homes i 17 dones). De les 151 persones inactives 48 estaven jubilades, 40 estaven estudiant i 63 estaven classificades com a «altres inactius».

### Ingressos
El 2009 a Taillebourg hi havia 293 unitats fiscals que integraven 726,5 persones, la mediana anual d'ingressos fiscals per persona era de 15.825 €.

### Activitats econòmiques
Dels 41 establiments que hi havia el 2007, 1 era d'una empresa alimentària, 6 d'empreses de construcció, 7 d'empreses de comerç i reparació d'automòbils, 1 d'una empresa de transport, 7 d'empreses d'hostatgeria i restauració, 1 d'una empresa d'informació i comunicació, 3 d'empreses financeres, 1 d'una empresa immobiliària, 5 d'empreses de serveis, 6 d'entitats de l'administració pública i 3 d'empreses classificades com a «altres activitats de serveis».
Dels 14 establiments de servei als particulars que hi havia el 2009, 1 era una oficina de correu, 1 taller de reparació d'automòbils i de material agrícola, 3 paletes, 1 fusteria, 1 lampisteria, 1 electricista, 1 perruqueria, 4 restaurants i 1 agència immobiliària.
Dels 4 establiments comercials que hi havia el 2009, 1 era una botiga de menys de 120 m², 1 una fleca, 1 una llibreria i 1 un drogueria.
L'any 2000 a Taillebourg hi havia 27 explotacions agrícoles que ocupaven un total de 1.260 hectàrees.

## Equipaments sanitaris i escolars
L'únic equipament sanitari que hi havia el 2009 era una farmàcia.
El 2009 hi havia una escola elemental.

## Poblacions més properes
El següent diagrama mostra les poblacions més properes.